# ラーク (たばこ)
ラーク（LARK）は、フィリップモリス社が製造するたばこ銘柄の1つである。

## 概要
フィリップモリス社のたばことしてはマールボロとともに代表的な銘柄の一つである。
1963年にアメリカで発売され、翌1964年9月より日本国内で販売が開始された。当初はLIGGETT & MYERS社が発売していたが、その後L&M社はフィリップモリスと合併している。
フレーバーはチョコレートビター系の香料が使用されている。発売当初は、ガストラップフィルター（3層フィルター）を採用していた。現在は通常のチャコールフィルター（メンソールはプレーンフィルター）に変更されている。
以前はアメリカで製造されていたが、2007年11月頃からスイスやドイツ等ヨーロッパに移管され、現在はヨーロッパの複数の国と韓国の工場で生産されている。
アメリカ（フルフレーバー/ホワイトパック（マイルドに相当）の各キングサイズ/100'sサイズソフトパック）やトルコ（後述の9種）・エクアドル（フルフレーバーのボックス（10本入り/20本入り））・スペイン（フルフレーバーのボックス））・カザフスタン（後述の3種）・韓国（プレミアムワンのキングサイズ/100'sサイズボックス）・台湾（オリジナルテイストレーベル10mg/ブルースムースレーベル7mg/同4mg/トロピカルアイスメンソール7mgで、日本での人気を受けて2010年代後半に導入している）でも販売されているが、ほとんどの国ではあまり人気がなく、種類も少ない。現在は半分以上が日本向けに出荷されている。トップクラスの人気を誇り多品種展開しているのは日本のみである。
なお、日本ほどではないが、トルコに関しては、比較的多くの商品が販売されており、レッド（フルフレーバーに相当/KSボックス/100's（ソフト/ボックス））の他に、スリム（KS/100's）やリセスドフィルター（パーラメントと同様のフィルター）を採用したブルー（KSボックス/100's（ソフト・ボックス）/スリム）やブルータグといった日本では未発売の商品も発売されている（その一方で、ホワイト（旧ライト/マイルドに相当）は2011年ごろに販売終了）。また、カザフスタンでは、リセスドフィルターのみが3種類（ブルー/シルバーブルー/シルバー）販売されている。
2007年3月にLAUNDRYのロゴデザインと類似した『LarK』ロゴを採用したパッケージデザインに切り替え、一部商品では喫味も変化したが、従来からのユーザーには不評だったため、2008年4月21日に従来のマイルドに近い喫味・パッケージの『ラーク・クラシック・マイルド・KS・ボックス』を発売し、ブラックラベル以降の新商品には従来の『LARK』ロゴを採用し、2010年11月（メンソールは2011年5月）に既存製品も従来の『LARK』ロゴを採用したパッケージに変更している。
2014年5月にフィリップモリス（PM）のメンソールを除く製品（PMメンソール2種の愛用者にはラークのスーパーメンソールおよびウルトラメンソールの購入を推奨している）を「ラーク・ブルー・スムース・レーベル」シリーズとして統合した（海外のブルーとは根本的に異なる）。こちらはPM時代より引き続きバニラ香料を用いPRO-NEXを採用している。またPM時代に廃止されたライトをPRO-NEX化したうえで事実上復活させたり、PMとしては日本未発売だったフルフレーバーも登場した。また、2014年8月より順次行われたデザイン変更では、基本15銘柄（レギュラー製品10銘柄、メンソール製品5銘柄）のパッケージデザインを先行して発売されたブルー・スムース・レーベル8銘柄及びロイヤルブレンドと合わせる形で統一（ただしウルトラワンを除きラウンドボックスではない）したほか、ハイブリッド2銘柄及びアイスミント2銘柄はLARKロゴを縦に配置した新デザインが導入された。また、その際に全製品（ただし、クラシックマイルド/ロイヤルブレンド/ミントスプラッシュは除く）を4つのレーベル（レギュラー製品：オリジナルテイストレーベル、メンソール製品：フレッシュテイストレーベル、メンソールカプセル製品及びハイブリッド製品：エクスペリエンスレーベル、旧フィリップモリス製品：ブルースムースレーベル）に分類した。なお、それと前後してソフトパック製品が廃止されている。
2015年5月中旬にメンソールシリーズ（フローズンミントレーベルに変更され、フレーバー名の上に通常製品には『COOL MINT』、ミントスプラッシュには『ICE MINT』と表記した）が、2016年9月上旬にレギュラーシリーズが新パッケージデザインに変更され、その際にオリジナルとブルーの3mgと1mgをブルースムースレーベルのエクストラとウルトラとして、登録上はオリジナルの新名称という扱いで、喫味はどちらかといえばオリジナル寄りで統合している（これらもLARKロゴを縦に配置したパッケージである）。2015年10月ラーク・トロピカル・ミックスが発売されたものの2016年上半期をもって廃止された。2016年5月に90mmスリム・19本入りで価格を抑えたラーク・スマートプラスが3種類発売されて、2018年4月ラーク・スマートプラス・14mgボックスが発売された。

## 製品一覧

### 現行販売製品
※製造国は2009年5月→2019年11月現在。複数の国で製造されている商品は、ロット番号の最初に表記されている製造所固有記号（スイス製=SF、セルビア製=CN、リトアニア製=LA、ドイツ製=GA、オランダ製=NB、ポーランド製=PC、トルコ製=TA）で区別できる。

## 宣伝活動
かつて日本国内では、フィリップモリス社の主力銘柄であるマールボロはJTがライセンス生産していたため、ラークが主力銘柄になっていた。
“SPEAK LARK（合言葉、「ヒバリ」）”でお馴染みだったテレビコマーシャル（日本のみで放送）には、ジェームズ・コバーンやピーター・グレイブス、ミッキー・ローク、トム・ベレンジャー、また007シリーズのジェームズ・ボンド役で活躍したロジャー・ムーア（3代目）やティモシー・ダルトン（4代目）、ピアース・ブロスナン（5代目）などが出演しており、洋画風の作風に人気があった。
日本ではモータースポーツにもスポンサー活動を行っていたこともあり、マクラーレン・F1で全日本GT選手権に参戦していたレーシングチーム、チーム郷のメインスポンサーにもなっていた。ル・マン24時間レースにも出場していたが、フランス国内のたばこ広告の規制によりロゴは消されていた。
1998年4月に日本のテレビ局でたばこのCMが放送禁止になったが、ラーク最後のテレビcmや店頭などのポスター広告のキャラクターに高倉健を起用した事があった。キャッチコピーは「言葉より語るもの」。海やビーチとサーフボードと若者男性青年をモデルとし、モチーフとした広告展開をもしていた時期があった（2000年代初頭）。その時のキャッチフレーズは「PERFECT DAYS」。その後のラークは、中年男性とジャガーとをコラボレーションさせた広告展開もしていた。キャンペーン活動も販売当初からさまざまなバージョンで展開していた。